# Монтемале ди Кунео
Монтема̀ле ди Ку̀нео (на италиански: Montemale di Cuneo; на пиемонтски: Montomal, Монтомал, на окситански: Mountomal, Моунтомал) е село и община в Северна Италия, провинция Кунео, регион Пиемонт. Разположено е на 961 m надморска височина. Населението на общината е 225 души (към 2013 г.).